# 神田正
神田 正（かんだ ただし、1941年（昭和16年）2月20日 - ）は埼玉県日高市出身の創業者、実業家。株式会社ハイデイ日高の代表取締役会長。

## 人物、エピソード
- 座右の銘は「感謝」。「なにをやってもダメだった自分がいろいろな人に支えられここまで来れたのも感謝！今までの人生が出来すぎていて怖い」と言う。
- 幼少の頃、父親が戦争で負傷したため働けなくなり、経済的に困窮し村一番の貧乏だったという。また非農家だったため食べる物にも苦労した。母親と共に神田自身も12歳からゴルフ場のキャディーなどのアルバイトで働き家計を支えた。
- 中学卒業後、就職したものの飽きっぽい性格が災いし15もの職を転々とする。そんな中友人から中華料理店での仕事を紹介され、客からその場で代金を貰える「現金商売」に魅力を感じた神田は懸命に働いた。その努力のかいもあって、1973年に大宮で日高屋の前身である自分の店「来々軒」を持つことができた。
- 創業から50年間、出店する物件探しやリサーチは神田自身が現地に出向いて見て回り出店するか否かを決めていた。理由は失敗した場合の責任をすべて自分が負うため。「社員に任せて失敗したからってその責任を負わせるのはかわいそうでしょう」と言う。しかし80歳を過ぎ高齢になったことから今後は店舗開発部の担当者と一緒に見て回り後進を育てることにしている。
- 出店する物件はあえて駅前のファストフード店や牛丼店の近隣を狙う。理由は他ジャンルと選びやすいようにという事。これを「コバンザメ商法と呼んでいる。また賃料が高くてもビル地下や2階ではなく1階フロアに出店すると決めている。ただしメインのコンコースが2階にある物件の場合はその限りではない。
- これまでは駅前やビジネス街を中心に出店していたが、コロナ禍による酒類提供の自粛、リモートワーク拡大によるビジネス客の大幅な減少の影響を鑑み、今後は郊外のロードサイドへの出店も行いファミリー層の取り込みを図りたいとしている。
- 出店に必要な資金については借り入れはせず、自社の資金で賄っている。
- 移動はハイヤーを使わず、公共交通機関を利用している。通勤は徒歩。理由は出来るだけ利益を従業員に還元したいという考え。パート・アルバイトさんの時給を1円多く上げてやりたいという。実際2014年9月25日放送のテレビ東京「日経スペシャル カンブリア宮殿」に出演した際にも大宮から電車でスタジオまでやってきた。番組内でそれを指摘すると、神田は「運転手付きのハイヤーを使うくらいならその分従業員の給料を上げます」と語っていた。
- 村1番の貧乏から東証1部年商300億企業のトップになっても「お金の使い途がわからないんです」とカンブリア宮殿の番組で村上龍に真顔で言った。
- 日高屋の味については、「味はそこそこで良いの、毎日美味しかったらすぐに飽きるから」と語っている。
- 2021年には新型コロナウィルスの影響で赤字経営に陥っているのにもかかわらず「コロナに罹るリスクがある中でも従業員の皆さんは必死で頑張ってくれている」との感謝の理由から臨時ボーナスを支給した。
- 2023年1月に開催された創業50周年迎えるにあたってのイベントに於いて「私はですねラーメンの神様に怒られちゃいますけどラーメンをどうしてもしたかったわけではないんですよね。どこに行っても勤まらなくてたまたま行ったのがラーメン屋だったんですね。あれが寿司屋だったら寿司屋をやっていたかもしれないですね」とスピーチした。
- 80歳を過ぎた今でも「安定しちゃうとつまらない。何かにチャレンジしないと生きて行けない」という情熱を今も持ち続けている。
- 2018年と2023年と２回、自身が保有するハイデイ日高屋の株式の一部を従業員（役員・正社員のほか勤続年数等条件を満たしたパート+アルバイトまで）へ贈与している[1]。神田は2023年4月の発表の際に「皆さんの努力のおかげで売り上げが伸びてきています。僕は創業者だから株をいっぱい持っています。もう82歳だし株はいらないから皆さんに差し上げます、5億円分、無償で、全社員に」とスピーチした。発表後、ある社員へは「株はなるべく売らないでね、増えていきますから」と声をかけていた。

## 略歴
- 1941年 埼玉県入間郡高萩村（現日高市）生まれ。日高町立高萩中学校卒業。中学卒業後、本田技研工業などに勤めた後、浦和市（現さいたま市）のラーメン店で働く。
- 1968年 岩槻市（現さいたま市）のラーメン店で働いた後、経営を任されることになるが、閉店を余儀なくされる。その結果手元に五十万円が残った。
- 1973年2月 大宮市（現さいたま市）に32歳で、およそ五坪のラーメン店「来来軒」をオープン。出前と屋台の営業からヒントを得て明け方近くまでの深夜営業に力を入れ好評を得る。
- 1975年 大宮市（現さいたま市）に二号店大宮南銀座店を開店。

神田はこの頃から、会社員が弁当を持参せず、昼食を外でとるケースが増えた事に気づき、ファミリーレストランチェーンの市場規模が拡大した事からラーメン店でも同じような多店舗のビジネスを展開しようと考えた。
当時は、店主らのもとで三、四年修行した後、独立して自分の店を持つというケースが普通だったため、二人の弟　町田功（実弟 現顧問）、高橋均（義弟 現代表取締役社長）も独立して自分の店を持つことを希望したが、神田は弟たちを説得し会社組織にして三人で経営することを提案した。
- 1978年3月 有限会社日高商事を設立、代表取締役社長に就任。
- 1983年10月 有限会社から株式会社に改組。
- 1984年 大宮市（現さいたま市）にセントラルキッチン三橋工場を開設、食材の製造・開拓も始めた。
- 1993年3月 東京都北区赤羽に開店、都内進出を果たした。
- 1993年7月 居酒屋「文楽座」1号店を大宮市（現さいたま市）桜木町に開店。
- 1994年4月 全国各地のラーメンを集めた「ラーメン館」事業を開始。（ラーメン館は2003年11月で廃止）
- 1994年3月 台湾家庭料理専門店「台南市場」1号店を大宮市（現さいたま市）宮町に開店。
- 1994年12月 新宿区に山手線沿線第一号となる新宿歌舞伎町店を出店。
- 1998年 「株式会社ハイデイ日高」に商号変更
- 1999年9月 日本証券業協会に店頭登録。
- 1999年 ジャスダックに上場。
- 2002年6月 主力を低価格ラーメン中華そば「日高屋」に移行し、1号店新宿東口店を開店。
- 2002年12月 百店舗達成。
- 2003年3月 第11回優良フードサービス事業者等表彰の「新規業態開発部門」において、農林水産大臣賞を受賞。
- 2003年4月 「麺舎弘法」を浦和太田窪店として開店。
- 2003年10月 中華食堂「日高屋」1号店を浦和常盤店として開店。
- 2005年4月 東京証券取引所二部に上場。
- 2006年3月 デンマーク食品農業大臣賞を受賞。
- 2006年8月 東京証券取引所一部に上場。
- 2009年 代表取締役会長に就任。
- 2018年 1回目の自己保有株式の一部贈与を従業員へ実施。
- 2022年4月 本社をさいたま市大宮区大門町に開業した大宮門街SQUARE（おおみやかどまち）へ移転。
- 2022年7月 台湾の夜の屋台をイメージした屋台料理「台南」をさいたま市大宮区大門町の大宮門街SQUARE1階に開店。
- 2023年4月 創業50周年を迎えるにあたってのサプライズとして2018年に続く2度目の自己保有株式の一部贈与を従業員へ行う事を発表。

## テレビ出演
- 日経スペシャル カンブリア宮殿（テレビ東京）
  - 5坪のラーメン屋から一大チェーンへ！ 客も従業員も幸せにする男の波乱万丈人生（2014年9月25日）[2]
  - 波乱万丈スペシャル ～あの時があるから今がある～（2015年9月24日）[3]

## 書籍

### 著書
- 『熱烈 中華食堂日高屋 ラーメンが教えてくれた人生』（2009年9月28日、開発社）ISBN 9784759101256

### 関連書籍
- 『日高屋だから「ひと」を学べた』（著者:松茂良宏）（2014年8月5日、知道出版）ISBN 9784886642608